# Солнцева

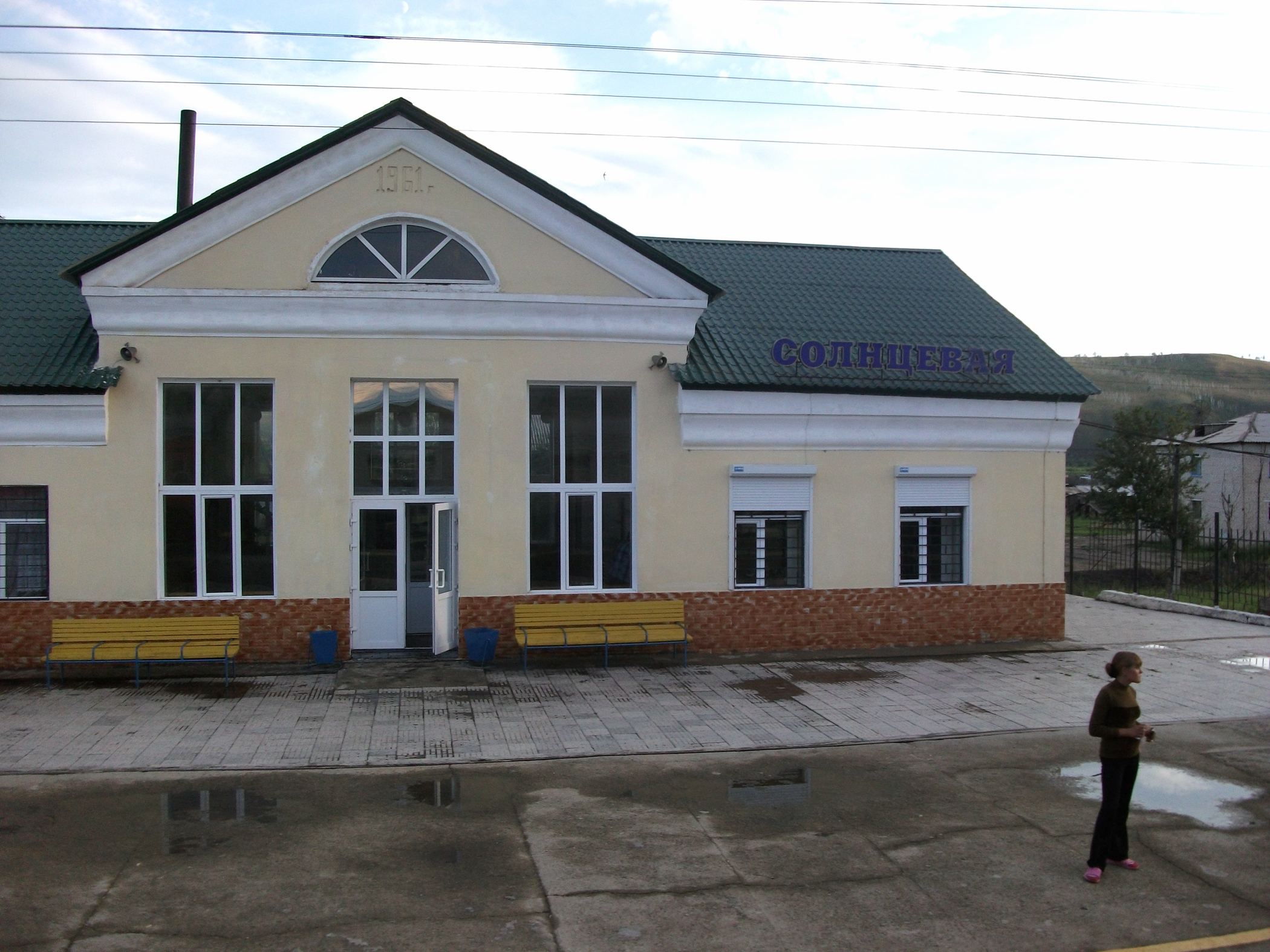
Вокзал

Солнцева (рос. Солнцевая) — станція Читинського регіону Забайкальської залізниці Росії, розташована на дільниці Каримська — Куенга між станціями Размахніно (відстань — 13 км) і Онон (11 км). Відстань до ст. Каримська — 113 км, до ст. Куенга — 119 км; до транзитного пункту Бамівська — 868 км.
Розташована в селі Солнцево (Забайкальський край).